# Garnisonschule (Hannover)
Die Garnisonschule in Hannover war eine im Jahr 1800 gestiftete Schule für die Kinder der Soldaten der Garnison Hannover. Standort des Gebäudes war die Ecke zur Reitwallstraße unter der Adresse Georgstraße 2 auf Straßenseite gegenüber der Artilleriekaserne am Steintor im heutigen Stadtteil Mitte.

## Geschichte und Beschreibung
Die hannoversche Garnisonschule wurde – nachdem es bereits ab 1666 in der damaligen Residenzstadt des Herzogtum Braunschweig-Lüneburg eine Vorläufer-Institution gegeben hatte – noch zur Zeit der Personalunion zwischen Großbritannien und Hannover und während des Kurfürstentums Hannover als Stiftung eingerichtet.
Im Jahr 1829, noch vor dem Beginn der Industrialisierung des Königreichs Hannover übernahm der Erste Pastor der nahegelegenen Garnisonkirche, der spätere Feldpropst Karl Reinecke, die Leitung der Soldatenkinder-Schule als deren Rektor.
Um 1835 schuf der Künstler Carl Mentzel eine Lithografie mit einem Blick von der Ecke der späteren Münzstraße durch die vier Pfeiler des damaligen Steintors neben der Artilleriekaserne. Das Bild zeigt ein Stück des Medingschen Gartens, hinter dem eine Torwache postiert war. Diese stand noch vor dem Stadtgraben – Überbleibsel der ehemaligen Stadtbefestigung Hannovers – während im Hintergrund an der Ecke Steintor- zur Georgstraße die damalige Bürgerwache noch „[…] bis 1852 ein beschauliches Dasein“ führen konnte.
Anlässlich des Hochzeitstages des zukünftigen Monarchen des Königreichs Hannover wurden Einzelheiten zur damaligen Garnisonschule etwa wie folgt publiziert: Am Abend des 18. Februar 1843, dem Tag der Vermählung des Hannoverschen Kronprinzen Georg mit dessen Gemahlin Marie von Sachsen-Altenburg, organisierte der Garnisonprediger und Schulrektor Reinecke den Empfang des in offener Kutsche durch die Stadt fahrenden zukünftigen Königspaares durch seine mehr als 400 Schüler, aufgereiht nach Schulklassen von der Säulenhalle des Gebäudes bis in das Erste Stockwerk, alle mit Fackeln in den Händen, Knaben zur Rechten und Mädchen in weißen Kleidern zur Linken.
Nach dem Deutsch-Deutschen Krieg und der Annexion des Königreichs Hannover trat der Rektor Karl Reinecke im Folgejahr 1867 in den Ruhestand.
Laut dem Adressbuch der Königlichen Residenzstadt Hannover von 1868 wohnte seinerzeit noch der „Lehrer a. d. Garnisonschule u. Garnisonküster“ Ernst August Ohlendorff in der Georgstraße 2 im Ersten Stockwerk, während Wilhelm Duensing, der Bote des nunmehr preußischen Provinzial-Schulkollegiums und Garnison-Schulvogt, seine Unterkunft im Parterre des Schulgebäudes hatte.
Als im Jahr 1870 das Wachgebäude der Wache am Steintor abgebrochen wurde, wurde auch die heutige Reitwallstraße angelegt.
Nach der Ausrufung des Deutschen Kaiserreichs hatte der Architekt Christoph Hehl im Jahr 1875 das Haus Strasser als Eckhaus an der Georgstraße Ecke Reitwallstraße errichten lassen.

## Archivalien
Archivalien von und zur hannoverschen Garnisonschule finden sich beispielsweise
- in zahlreichen Akten im Niedersächsischen Landesarchiv (Standort Hannover), Archiv-Signatur NLA HA Hann. 48b (Hannover)[10]
- als das „Steintor“ betitelte Lithografie des Künstlers Carl Mentzel aus der Zeit um 1835 im Besitz des Historischen Museums Hannover[3]